# قازان ۱۳۱۶
سیارک ۱۳۱۶ (به انگلیسی: 1316 Kasan، نامگذاری:1933WC) هزار و سیصد و شانزدهمین سیارک کشف شده‌است که در ۱۷ نوامبر ۱۹۳۳ و در رصدخانه سایمیز کشف شد.
قدر مطلق سیارک برابر ۱۳٫۳۰ است.